# احتمالات
احتمالات (به انگلیسی: Probability) به‌طور ساده، به شانس وقوع یک حادثه گفته می‌شود.
احتمال معمولاً مورد استفاده برای توصیف نگرش ذهن نسبت به گزاره‌هایی است که ما از حقیقت آن‌ها مطمئن نیستیم.
گزاره‌های مورد نظر معمولاً از فرم "آیا یک رویداد خاص رخ می‌دهد؟" و نگرش ذهن ما از فرم "چقدر اطمینان داریم که این رویداد رخ خواهد داد؟" است. میزان اطمینان ما، قابل توصیف به صورت عددی می‌باشد که این عدد مقداری بین ۰ و ۱ را گرفته و آن را احتمال می نامیم. هر چه یک احتمال به سمت ۱ برود ، احتمال رخ دادن آن بیشتر و هر چه به سمت ۰ صفر برود احتمال رخ دادنش کمتر خواهد بود.هر چه احتمال یک رویداد بیشتر باشد، ما مطمئن تر خواهیم بود که آن رویداد رخ خواهد داد. در واقع میزان اطمینان ما از اینکه یک واقعه (تصادفی) اتفاق خواهد افتاد.

## نظریهٔ احتمالات
مقاله اصلی: نظریه احتمالات
نظریهٔ احتمالات به شاخه‌ای از ریاضیات گویند که با تحلیل وقایع تصادفی سروکار دارد.
مانند دیگر نظریه‌ها، نظریه احتمال نمایشی از مفاهیم احتمال به صورت شرایط صوری (فرمولی) است – شرایطی که می‌تواند به‌طور جدا از معنای خود در نظر گرفته شود. این فرمولبندی صوری توسط قوانین ریاضی و منطق دستکاری، و نتیجه‌های حاصله، تفسیر یا دوباره به دامنه مسئله ترجمه می‌شوند.
حداقل دو تلاش موفق برای به صورت فرمول درآوردن احتمال وجود دارد: فرمولاسیون کولموگروف و فرمولاسیون کاکس. در فرمولاسیون کولموگروف (نگاه کنیدبه)، مجموعه‌ها به عنوان واقعه و احتمالات را به عنوان میزانی روی یک سری از مجموعه‌ها تفسیر می‌کنند. در نظریه کاکس، احتمال به عنوان یک اصل (که هست، بدون تجزیه و تحلیل بیشتر) و تأکید بر روی ساخت یک انتساب سازگار از مقادیر احتمال برای گزاره‌ها است. در هر دو مورد، قوانین احتمال یکی هستند مگر برای جزئیات تکنیکی مربوط به آنها.
روش‌های دیگری نیز برای کمی‌کردن میزان عدم قطعیت، مانند نظریه Dempster-Shafer theory یا possibility theory وجود دارد، اما آن‌ها به‌طور اساسی با آنچه گفته شد، تفاوت دارند و با درک معمول از قوانین احتمال سازگار نیستند.

## تاریخ
مطالعه علمی احتمال، توسعه‌ای مدرن است. قمار نشان می‌دهد که علاقه به ایده‌های تعیین کمیت برای احتمالات به هزاران سال می‌رسد، اما توصیفات دقیق ریاضی خیلی دیرتر به وجود آمد. دلایلی البته وجود دارد که توسعه ریاضیات احتمالات را کند می‌کند. در حالی که بازی‌های شانس انگیزه‌ای برای مطالعه ریاضی احتمال بودند، اما مسائل اساسی هنوز هم تحت تأثیر خرافات قماربازان پوشیده می‌شود.
به گفته ریچارد جفری، «قبل از اواسط قرن هفدهم، اصطلاح ‘’ احتمالی’’ به معنای قابل تأیید (تصویب) و در آن معنا چه برای عقیده افراد و چه برای عمل مورد استفاده بود. در واقع افکار یا اقدام احتمالی، رفتاری بود که مردم معقول درآن شرایط از خود نشان می‌دادند.»
البته به خصوص در زمینه‌های قانونی، احتمالی (به انگلیسی: Probability) همچنین می‌تواند به گزاره‌ای که شواهد خوبی برای اثبات آن وجود دارد گفته شود.
گذشته از کار ابتدایی توسط Girolamo Cardano در قرن ۱۶ اصول احتمالات به مکاتبات پیر دو فرما و بلز پاسکال (۱۶۵۴). کریستین هویگنس (۱۶۵۷) اولین مدل شناخته شده علمی از این موضوع را داد. یاکوب برنولی ARS Conjectandi (منتشرشده پس از مرگ، ۱۷۱۳) و اصول شانس Abraham de Moivre (1718) این موضوع را به عنوان شاخه‌ای از ریاضیات مطرح می‌کند. برای تاریخچه‌ای از توسعه‌های اولیه مفهوم احتمال ریاضی، ظهور احتمال هک ایان و علم حدس جیمز فرانکلین را ببینید.
تئوری خطاها ممکن است از Roger Cotes's Opera Miscellanea (منتشرشده پس از مرگ، ۱۷۲۲) سرچشمه گرفته باشد، اما شرح حالی که توماس سیمپسون در سال ۱۷۵۵ آماده کرد (چاپ ۱۷۵۶)، برای اولین بار اعمال این نظریه به بحث در مورد خطاهای مشاهده است. چاپ مجدد (۱۷۵۷) این شرح حال نشان می‌دهد که خطاهای مثبت و منفی هر دو به یک اندازه قابل پیش‌بینی هستند، و با اختصاص برخی از محدودیت‌های معین، بازه‌ای برای تمام خطاها ارائه می‌دهد. سیمپسون همچنین در مورد خطاهای پیوسته بحث می‌کند و یک منحنی احتمال را توصیف می‌کند.
پیر سیمون لاپلاس(۱۷۷۴) برای اولین بار سعی دراستنتاج قانونی برای توصیف مشاهدات از نظر اصول تئوری احتمالات کرد.
او قانون احتمال خطاها را با یک منحنی به صورت {\displaystyle y=\phi (x)}، {\displaystyle x}، {\displaystyle x} هر نوع خطا و {\displaystyle y} احتمال آن معرفی می‌کند و ۳ خاصیت برای این منحنی وضع می‌کند:
1. نسبت به محور {\displaystyle y} متقارن است.
2. محور x مجانب است، احتمال خطا در {\displaystyle \infty } صفر است.
3. مساحت زیر نمودار آن برابر ۱ است.

او همچنین، در سال ۱۷۸۱، یک فرمول برای قانون امکان خطا (اصطلاحی که لاگرانژ سال ۱۷۷۴ مورد استفاده قرار داد) ارائه کرد، اما به معادلات منظمی منجر نشد.
به‌طور کلی پیدایش فنون و مفاهیم مربوط به احتمالات را باید به آغاز مدل‌سازی ریاضی و استخراج و اکتشاف دانش در زمینه‌های پیچیده‌تر علوم نسبت داد.

## تفسیرها و تحلیل‌های مفاهیم احتمالات
کلمه احتمال تعریف مفرد مستقیم برای کاربرد عملی ندارد. در واقع، چندین دسته گسترده از تفسیر احتمال، که پیروان دارای دیدگاه‌های مختلف (و گاهی متضاد) در مورد ماهیت اساسی احتمال وجود دارد.
1. Frequentists
2. Subjectivists
3. Bayesians

## کاربردها
نظریه احتمال در زندگی روزمره در ارزیابی ریسک و در تجارت در بازار کالاها اعمال می‌شود. دولت‌ها به‌طور معمول روش‌های احتمالاتی را در تنظیم محیط زیست اعمال می‌کنند، که آن را تجزیه و تحلیل مسیر می‌نامند.
یک مثال خوب اثر احتمال هر گونه درگیری گسترده در خاورمیانه بر قیمت نفت است، که اثرات موج واری روی اقتصاد کل جهان می‌گذارد. ارزیابی که توسط یک معامله گر کالا زمانی‌که احتمال جنگ بیشتر باشد، در مقابل حالتی که احتمال کمتری دارد، قیمت‌ها را بالا و پایین می‌فرستد و معامله گران دیگر را نیز از نظرات خود آگاه می‌کند.
در واقع، احتمالات (در تجارت) به‌طور مستقل ارزیابی نمی‌شوند و لزوماً عقلانی نیستند. تئوری‌های رفتار مالی برای توصیف اثر فکر گروهی در قیمت‌گذاری، در سیاست، و در صلح و درگیری ظهور کردند.
می‌توان گفت که کشف روش‌های جدی برای سنجش و ترکیب ارزیابی‌های احتمال، عمیقاً جامعه مدرن را تحت تأثیر قرار داده‌است. مثلاً اکثر شهروندان اهمیت بیشتری به اینکه چگونه ارزیابی‌های احتمال و شانس ساخته می‌شوند، می‌دهند و اینکه تأثیر آن‌ها در تصمیم‌گیری‌ها بزرگتر و به ویژه در دموکراسی چگونه است.
یکی دیگر از کاربردهای قابل توجه نظریه احتمال در زندگی روزمره، قابلیت اطمینان می‌باشد. بسیاری از محصولات مصرفی، از جمله خودروها و لوازم الکترونیکی مصرفی، در طراحی خود به منظور کاهش احتمال خرابی (شکست) از نظریه قابلیت اطمینان استفاده می‌کنند. تولیدکننده با توجه به احتمال خرابی یک محصول، آن را گارانتی می‌کند.

### علوم اجتماعی
نقش پایه و اساس را برای بیشتر علوم اجتماعی داراست. آزمون‌های آماری فواصل اطمینان شیوه‌های رگرسیون (پس رفت)

### علوم کامپیوتر
یکی از مهم ترین کاربردهای ان در علم کامپیوتر است. مخصوصا در حوزه هوش مصنوعی در بخش مهم از آن استفاده می شود و این علم اساس و پایه پیشروی ها در ان حوزه می باشد که یکی از آن ها بخش الگوریتم های تکاملی و ژنتیک است و بخش دیگر در بخش های یادگیری های سیستم های هوشمند توسط الگوریتم های یادگیرنده همچون شبکه های بیزین و شبکه مارکوف که بر پایه روش ها و مدل های احتمالاتی بنیاد شده است.

## تعریف احتمال
احتمال رخ دادن هر پیشامد برابر است با تعداد حالت های مطلوب تقسیم بر همه حالات ممکن.
نکته: تعداد حالات مطلوب منظور حالاتی است که مورد بررسی ما می باشد.

## انواع احتمال
1. حتمی  پیشامدی که حتما اتفاق می‌افتد و احتمال آن 1 است.
2. غیرممکن   پیشامدی که هرگز اتفاق نمی‌افتد و احتمال آن 0 است.
3. ممکن  پیشامدی که هم ممکن است اتفاق بیفتد و هم ممکن نیست که اتفاق بیفتد. و احتمال آن بین 0 و 1 است.

## نکاتی برای رخ دادن احتمال هر پیشامد
1. تکرار یک آزمایش تأثیری روی نتایج بعدی ندارد.
2. احتمال رخ دادن یک پیشامد، برابر با صفر، یک یا عددی بین صفر و یک است.
3. مجموع احتمال‌ها در یک مسأله، همواره برابر با 1 است.

## پانوشت
1. ↑  Kendall's Advanced Theory of Statistics, Volume 1: Distribution Theory, Alan Stuart and Keith Ord, 6th Ed 2009
2. ↑  An Introduction to Probability Theory and Its Applications, William Feller. 3rd Ed 1968
3. ↑  Freund, John. “Introduction to Probability”. 1973, p. 1.
4. ↑  Jeffrey, R.C. , Probability and the Art of Judgment, Cambridge University Press. (1992). pp. 54-55. ISBN 0-521-39459-7
5. ↑  Franklin, J. , The Science of Conjecture: Evidence and Probability Before Pascal, Johns Hopkins University Press. (2001). pp. 22, 113, 127
6. ↑  Ivancevic, Vladimir; Tijana Ivancevic. "Quantum Leap". 2008. p 16
7. ↑  Singh, Laurie. "Whither Efficient Markets? Efficient Market Theory and Behavioral Finance". The Finance Professionals' Post, 2010.
8. ↑  Gorman, Michael. "Management Insights". Management Science, 2011.